# Gretel Bergmann
Gretel Bergmann (pełna forma imienia i nazwiska Margarethe Minnie Bergmann; ur. 12 kwietnia 1914 w Laupheim, zm. 25 lipca 2017 w Nowym Jorku) – niemiecka i amerykańska lekkoatletka pochodzenia żydowskiego.   

## Życiorys
Gretel Bergmann urodziła się w zasymilowanej rodzinie żydowskiej w Laupheim w Królestwie Wirtembergii. Jej rodzicami byli Edwin Bergmann (ur. 8 czerwca 1881 – zm. 6 czerwca 1947), współwłaściciel rodzinnego przedsiębiorstwa działającego na międzynarodowym rynku peruk i artykułów do włosów, i Paula Bergmann z domu Stern (ur. 10 października 1886 – zm. 1979).     
Chodziła do szkół w Laupheim i w Ulm.     
Wstąpiła do klubu Ulmer Fußball-Verein 1894 (UFV), w którym uprawiała różne dyscypliny sportu. Jej koronną konkurencją był skok wzwyż, w którym wynikiem 150 cm zdobyła mistrzostwo południowych Niemiec w 1930 roku, po czym sukces ten powtórzyła rok później.     
W 1933 roku wykluczono ją z UFV oraz odmówiono prawa studiowania ze względu na żydowskie pochodzenie. W tej sytuacji wyjechała do Wielkiej Brytanii, gdzie podjęła studia w Londynie i kontynuowała karierę sportową w barwach uczelni, zostając mistrzynią Wielkiej Brytanii w skoku wzwyż w 1934 (wynik 155 cm).     
Przed igrzyskami olimpijskimi 1936 w Berlinie Stany Zjednoczone, Wielka Brytania i Francja zagroziły III Rzeszy, że zbojkotują je, jeśli do startu nie zostaną dopuszczeni niemieccy sportowcy żydowskiego pochodzenia. W tej sytuacji władze wywarły na Bergmann presję, nakłaniając ją do powrotu w 1934 roku do ojczyzny i starania się o kwalifikację olimpijską. Podjęła treningi razem z innymi żydowskimi sportowcami, w gorszych warunkach niż pozostali kandydaci do reprezentacji. Równolegle do 1936 roku ukończyła studia nauczycielskie wychowania fizycznego. Na jednym z obozów poznała skoczka w dal Bruno Lamberta (ur. 2 października 1910 – zm. 14 listopada 2013), który później został jej mężem.      
Na początku lata 1936 roku wyrównała rekord Niemiec wynikiem 160 cm, co dało jej kwalifikację olimpijską. Nie wystąpiła jednak na igrzyskach, bo tuż przed nimi władze sportu niemieckiego ponownie usunęły ją z reprezentacji kraju. Kalkulowały przy tym trafnie, że dla grożących poprzednio bojkotem państw będzie za późno na powrót do tej decyzji, w sytuacji gdy ich reprezentacje są już w drodze do Niemiec. Ostatecznie złoty medal zdobyła reprezentantka Węgier Ibolya Csák wynikiem 162 cm.      
W tej sytuacji Bergmann zdecydowała się na emigrację do USA, co nastąpiło w maju 1937 roku. Przed wyjazdem spotkała ponownie Bruno Lamberta, w którym się z wzajemnością zakochała.
W Stanach Zjednoczonych podejmowała różne prace, początkowo nisko kwalifikowane, a z czasem zgodne z jej wykształceniem: nauczycielki sportu i fizjoterapeutki. Zarobionymi pieniędzmi umożliwiła Lambertowi, wówczas absolwentowi medycyny, emigrację. Powróciła też do wyczynowej lekkiej atletyki, zostając mistrzynią USA w skoku wzwyż w 1937 i 1938 roku oraz w pchnięciu kulą w 1937 roku. We wrześniu 1938 roku wyszła za mąż za Lamberta i przyjęła nazwisko Margaret Lambert. W 1939 roku zakończyła karierę sportową i zniknęła z widoku publicznego. Pracowała jako asystentka męża, pomagając mu w początkowym etapie kariery medycznej, gdy był zmuszony pracować za bardzo niskie gaże. Gdy mąż po wojnie otworzył własną praktykę internistyczną w Nowym Jorku, zajęła się domem i w latach 1947 i 1951 urodziła dwóch synów: Glenna i Gary'ego Lambertów. Nadal uprawiała sport, rekreacyjnie grając w golfa i kręgle. 
Zmarła 25 lipca 2017 w Nowym Jorku i została pochowana na Mount Hebron Cemetery w Nowym Jorku.

## Wyróżnienia i upamiętnienia
Po latach zapomnienia, wyniki Gretel Bergmann zostały przypomniane ponownie w 1980 roku. Została wówczas przyjęta do International Jewish Sports Hall of Fame w Izraelu, jako reprezentantka żydowskich sportowców, którym nazistowska władza uniemożliwiła udział w Olimpiadzie w 1936 roku. Trzy lata później, w 1983 roku, otrzymała honorową odznakę Niemieckiej Federacji Lekkiej Atletyki DLV.  
W 1995 roku została wpisana do National Jewish Sports Hall of Fame and Museum w Nowym Jorku, a jej imieniem nazwano halę sportową w Berlinie (Gretel-Bergmann-Sporthalle). W 1999 dostała nagrodę Georg-von-Opel-Preis  ufundowaną przez przedsiębiorstwo Adam Opel AG. Przy tej okazji przyjechała do Niemiec i pojednała się z krajem urodzenia, do którego wcześniej postanowiła nigdy więcej nie wracać. 
W 2008 roku DLV uznał jej wyrównanie rekordu Niemiec z 1936 roku, pominięte wówczas przez nazistowskie władze sportu. W 2012 przyjęto ją do Hall of Fame sportu niemieckiego. W 2014 otrzymała honorowe medale premiera Badenii-Wirtembergii i rodzinnego miasta Laupheim.
Jej dzieje w III Rzeszy zostały przedstawione w 2008 roku w filmie Berlin 36 (reżyseria Kaspar Heidelbach, scenariusz Eric Friedler i Lothar Kurzawa; w roli Grete Bergmann wystąpiła Karoline Herfurth).